# (96189) Pygmalion
(96189) Pygmalion est un astéroïde Amor et aréocroiseur.
Il porte le nom de Pygmalion, sculpteur de la mythologie grecque tombé amoureux de sa création.
Cet astéroïde va s'approcher à 0,015 UA de Mars en 2050.
Son E-MOID est de 0,332509.